# Марио Кемпес
Марио Алберто Кемпес (на испански Mario Alberto Kempes) е един от най-великите аржентински футболисти за всички времена, с основна заслуга за първата световна титла на Аржентина през 1978 г. станал голмайстор на турнира с 6 попадения и обявен за „Най-добър футболист“ на СП Аржентина-78. През октомври 2010 реконструираният заради турнира Копа Америка стадион в град Кордоба носи неговото име.

## Състезателна кариера
Девет годишен Кемпес започва да тренира, а любовта към футбола наследява от своя баща който е бивш футболист. Дебюта си в аржентинския елит прави на 5 октомври 1973 г. с екипа на Институто Кордоба за победата с 1:0 срещу състава на Нюелс Олд Бойс. Година по-късно преминава в състава на Росарио Сентрал където отбелязва цели 86 гола в 107 мача само за два сезона и се превръща в реализатор №1 в историята на клуба. През 1977 г. преминава в испанския Валенсия а трансферната сума е 100 000 долара, рекорден трансфер за аржентински футболист в ония години. В първите си два сезона с екипа на „прилепите“ Кемпес става на два пъти голмайстор на Примера Дивизион отбелязвайки съответно 24 и 28 гола и се превръща в суперзвезда. В следващите два сезона Марио Кемпес печели съответно Купа на Краля за 1979 г. както и КНК и Суперкупа на УЕФА през 1980 година. Клубната кариера на Кемпес продължава още дълги години. След като изкарва един сезон в Ривър Плейт, той се връща във Валенсия, а по-късно играе още в испанския Еркулес и австрийските Фърст Виена, Санкт Пьолтен и скромния Кремсер. В следващите три години (1992-1995) е асистент на уругвайския треньор Ектор Нунес във Валенсия, а през 1995 се завръща за кратко на терена в Чили, преди да стане играещ треньор на индонезийския шампион Пелита Жаят. За последно той играе на 41 години през 1996. По-късно става треньор на албанския Люшня а след това води венесуелския Минерос де Гуаяна. Първата му титла като треньор е през 1999 г. с боливийския Стронгест, водил е още отборите на Депортиво Блуминг и Индепендиенте Петролеро също от Боливия. Понастоящем Марио Кемпес е телевизионен коментатор в спортния канал ESPN.

### Национален отбор
Първата му изява с националната фланелка е на 19 април 1972 г. в мач за юношеската формация на Аржентина до 18 години, срещу Португалия игран в Кан в която отбелязва едно от попаденията за победата с 3:1. Първата му повиквателна за мъжете е от треньора Омар Сивори и през 1973 г. 19-годишен Марио Кемпес дебютира за първия състав в квалификациите за световното първенство във ФРГ 1974 в Ла Пас за победата над домакина Боливия с 0:1.
Матадора участва на финалите на три Световни първенство по футбол на които отбелязва общо 18 гола. С това си постижение той се превръща във втория водещ голмайстор за Аржентина на световни финали след легендата Гилермо Стабиле.
На първото първенство в Германия 1974 Аржентина отпада във втората групова фаза, след като е разгромена с 4:0 от Холандия на Йохан Кройф. Кемпес взема участие във всички мачове на тима си, но не успява да се разпише дори веднъж.
| Финал Св. П.-1978 Аржентина 3:1 Нидерландия 0 |
| --------------------------------------------- |

 За световното първенство в Аржентина 1978 Матадора е единственият легионер, повикан от селекционера на Аржентина Сесар Луис Меноти.  Кемпес обаче се представя слабо в първата групова фаза и не вкарва нито един гол. Ажентина заема второ място в групата си и се мести от Буенос Айрес в Росарио, където нападателят прави първите си стъпки към славата.
В първия мач срещу Полша Кемпес се отпушва и бележи на два пъти, вкарва нови два гола в решителната битка за първо място във втората групова фаза срещу Перу за разгромната обеда с 6:0. На самия финал срещу Холандия Матадора е неудържим и носи световната титла на Аржентина с две попадения, като подава и за третия гол на Даниел Бертони. С отбелязаните 6 попадения Марио Кемпес става голмайстор на турнира и е обявен за най-добър футболист на световното първенство.
На Световния шампионат в Испания 1982 Аржентина отива като един от фаворитите, като много от футболистите донесли световната титла са отново в състава. Също като през 1974 обаче „гаучосите“ играят слабо, а Кемпес не успява да се разпише, след като е предал фланелката с №10 на изгряващата звезда Диего Марадона.

### Успехи
Валенсия
- Купа на Краля (1): 1979
- КНК (1): 1980
- Суперкупа на УЕФА (1): 1980

 Ривър Плейт
- Кампеонато Насионал (1): 1981

 Аржентина
- Световен шампион - 1978

Индивидуални
- Голмайстор на Примера Дивизион (2): 1976-77, 1977-78
- Голмайстор на Световно първенство - 1978
- Най-добър футболист на Световно първенство - 1978
- Футболист №1 на Аржентина – 1978
- Футболист № 1 на Южна Америка – 1978
- ФИФА 100